# 陳庚金
陳庚金（1939年2月2日—），臺灣政治人物，中國國民黨籍。曾任行政院研考會專員及科長、考選部副司長、兩任臺中縣縣長、考選部次長、行政院人事行政局局長、中華民國總統府國策顧問、中華民國總統府資政。
黨職部份曾任國民黨社會工作會總幹事、國民黨臺灣省黨部主委、國民黨中央考核紀律委員會主任委員、國民黨中評會主席團主席等。2001年，陳代表國民黨宣布撤銷前主席李登輝黨籍。

## 年金改革爭議
2017年2月16日，陳庚金在「全國公教軍警暨退休人員聯合總會 第一屆第三次會員大會」的致詞中表示：「叫現在的軍公教人員，能撈就撈，能混就混。大家來拖垮這個政府，好不好？」，而主持會議的總會長、國民黨副主席胡志強稱讚：「講得真是有模有樣，充滿情感和意義呀！」，此番言論引發爭議。
對於此番言論，時任國民黨主席參選人郝龍斌表示當時與會時，並沒有聽見陳庚金的發言。但蔡英文政府年金改革踐踏軍公教尊嚴。郝龍斌精算：砍18％，年金也維持不到10年。而胡志強則表示沒有聽陳庚金致詞內容，拍手是基於禮貌。「講得真是有模有樣，充滿情感和意義呀！」是指陳庚金幫退休軍公教警爭取權益。胡志強表示不贊成「能撈就撈」，並認為陳庚金是開玩笑。。吳敦義針對此爭議則回應，指陳講得「有一點比較俏皮，請不要太多見怪」。
| 中華民國政府職務 | 中華民國政府職務                                     | 中華民國政府職務 |
| ---------------- | ---------------------------------------------------- | ---------------- |
| 臺中縣政府       |                                                      |                  |
| 前任： 陳孟鈴    | 台中縣縣長 第九、十屆 1981年12月20日－1989年12月20日 | 繼任： 廖了以    |
| 行政院           |                                                      |                  |
| 前任： 卜達海    | 人事行政局局長 第四任 1993年2月27日－1997年8月31日   | 繼任： 魏啟林    |

## 外部連結
- 陳庚金耿直 70歲出回憶錄[永久]
- 前台中縣長陳庚金回憶錄　明發表 （页面存档备份，存于）
- 陳庚金盼李登輝主動退黨
- 陳庚金 最近失眠又心煩
- 前台中縣長陳庚金新書發表會 場面熱烈 （页面存档备份，存于）
- 國民黨：將處分湯曜明、許惠祐 （页面存档备份，存于）
- 中華民國總統府國策顧問－陳庚金 （页面存档备份，存于）
- 宋楚瑜打垮李登輝 中委選舉衝上第一名（頁庫存檔）[永久]